# Soleil Rasoafaniry
Ariane Soleil Rasoafaniry, née le 26 mars 1972 à Madagascar, est une judokate malgache.

## Carrière
Soleil Rasoafaniry est médaillée de bronze dans la catégorie des moins de 48 kg aux Jeux africains de 1995 à Harare, aux Championnats d'Afrique de judo 1996 en Afrique du Sud et aux Jeux de la Francophonie de 1997 et médaillée d'argent dans la même catégorie aux Championnats d'Afrique de judo 1997 à Casablanca.